# Banco de sangre
Un banco de sangre es un centro donde la sangre obtenida como resultado de una donación se almacena y conserva para su posterior uso en transfusiones. El término "banco de sangre" suele referirse a un departamento de un hospital, normalmente dentro de un laboratorio de Patología clínica, donde se almacena el producto sanguíneo y se realizan las pruebas previas a la transfusión y de compatibilidad sanguínea.
Para conocer las agencias de donación de sangre de varios países, consulte la lista de agencias de donación de sangre en su zona.

## Historia

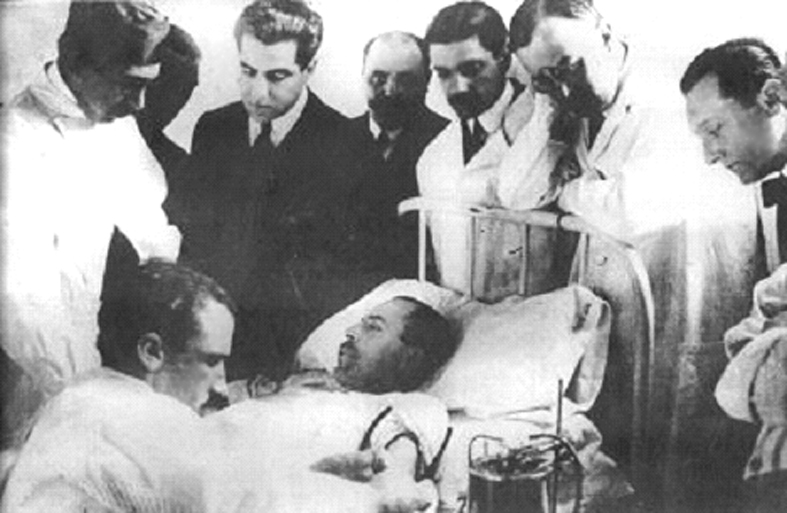
Luis Agote (segundo por la derecha) supervisando una de las primeras transfusiones de sangre seguras y eficaces en 1914

La primera transfusión no directa fue realizada el 27 de marzo de 1914 por el médico belga Albert Hustin, aunque se trataba de una solución diluida de sangre. El médico argentino Luis Agote utilizó una solución mucho menos diluida en noviembre del mismo año. Ambos utilizaron citrato sódico como anticoagulante.

### Primera Guerra Mundial
La Primera Guerra Mundial sirvió de catalizador para el rápido desarrollo de los bancos de sangre y las técnicas de transfusión. Inspirado por la necesidad de suministrar sangre a los soldados heridos en ausencia de un donante,  Francis Peyton Rous, de la Universidad Rockefeller (entonces Instituto Rockefeller de Investigación Médica), quiso resolver los problemas de la transfusión sanguínea. Con un colega, Joseph R. Turner, hizo dos descubrimientos fundamentales: la tipificación de la sangre era necesaria para evitar la aglutinación de la sangre (coagulación) y las muestras de sangre podían conservarse mediante tratamiento químico. Su informe de marzo de 1915 para identificar un posible conservante de la sangre fue un fracaso. Los experimentos con gelatina, agar, extractos de suero sanguíneo, almidón y albúmina de vacuno resultaron inútiles.
 

En junio de 1915, hicieron el primer informe importante en el Journal of the American Medical Association de que la aglutinación podía evitarse si las muestras de sangre del donante y el receptor se analizaban antes. Desarrollaron un método rápido y sencillo para comprobar la compatibilidad de la sangre en el que se podía determinar fácilmente la coagulación y la idoneidad de la sangre para la transfusión. Utilizaron citrato de sodio para diluir las muestras de sangre y, tras mezclar la sangre del receptor y del donante en partes de 9:1 y 1:1, la sangre se aglutinaba o permanecía acuosa al cabo de 15 minutos. Su resultado con un consejo médico fue claro:
[Si] la aglutinación está presente en la mezcla 9:1 y en menor grado o en absoluto en la mezcla 1:1, es seguro que la sangre del paciente aglutina la del donante y quizás la hemolice. La transfusión en estos casos es peligrosa. La formación de grumos en la mezcla 1:1 con poca o ninguna en la mezcla 9:1 indica que el plasma del posible donante aglutina las células del posible receptor. El riesgo de transfusión es mucho menor en tales circunstancias, pero cabe dudar de que la sangre sea tan útil como la que no se aglutina y no se aglutina. En la medida de lo posible, debe elegirse siempre una sangre de este último tipo.
Rous era muy consciente de que el médico austriaco Karl Landsteiner había descubierto los grupos sanguíneos una década antes, pero aún no se había desarrollado el uso práctico, como él mismo describió: "El destino del esfuerzo de Landsteiner por llamar la atención sobre la repercusión práctica de las diferencias de grupo en la sangre humana ofrece un ejemplo exquisito de conocimiento que marca el tiempo en la técnica. Todavía no se hacían transfusiones porque (al menos hasta 1915), el riesgo de coagulación era demasiado grande." En febrero de 1916, informaron en el Journal of Experimental Medicine del método clave para la conservación de la sangre. Sustituyeron el aditivo, la gelatina, por una mezcla de citrato sódico y solución de glucosa (dextrosa) y descubrieron: "en una mezcla de 3 partes de sangre humana, 2 partes de solución isotónica de citrato (3,8% de citrato de sodio en agua) y 5 partes de solución isotónica de dextrosa (5,4% de dextrosa en agua), las células permanecen intactas durante unas 4 semanas". Otro informe indica que el uso de citrato-sacarosa (sacarosa) podría mantener las células sanguíneas durante dos semanas. Observaron que la sangre conservada era igual que la fresca y que "funcionaba excelentemente cuando se reintroducía en el organismo". El uso de citrato de sodio con azúcar, a veces conocido como solución de Rous-Turner, fue el principal descubrimiento que allanó el camino para el desarrollo de diversos métodos de conservación de la sangre y del banco de sangre.

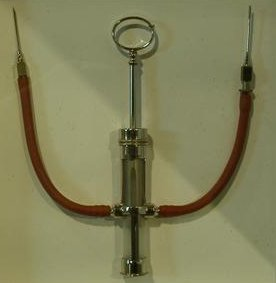
Jeringuilla rusa de la Segunda Guerra Mundial para transfusión directa de sangre entre humanos

Robertson publicó sus hallazgos en el British Medical Journal en 1916 y, con la ayuda de algunas personas de ideas afines (entre ellas el eminente médico Edward William Archibald), logró convencer a las autoridades británicas de las ventajas de la transfusión de sangre. En la primavera de 1917, Robertson instaló el primer aparato de transfusión de sangre en un centro de atención de bajas del frente occidental.
Oswald Hope Robertson, investigador médico y oficial del ejército estadounidense, trabajó con Rous en la Rockefeller entre 1915 y 1917, y aprendió los métodos de cotejo y conservación de la sangre. Fue destinado al RAMC en 1917, donde desempeñó un papel decisivo en la creación de los primeros bancos de sangre, con soldados como donantes, en preparación de la esperada Tercera Batalla de Ypres. Utilizó citrato de sodio como anticoagulante, y la sangre se extraía de punciones en la vena, y se almacenaba en botellas en los puestos de socorro británicos y estadounidenses a lo largo del frente. También experimentó con la conservación de glóbulos rojos separados en botellas heladas. Geoffrey Keynes, cirujano británico, desarrolló una máquina portátil que podía almacenar sangre para facilitar las transfusiones.

### Expansión

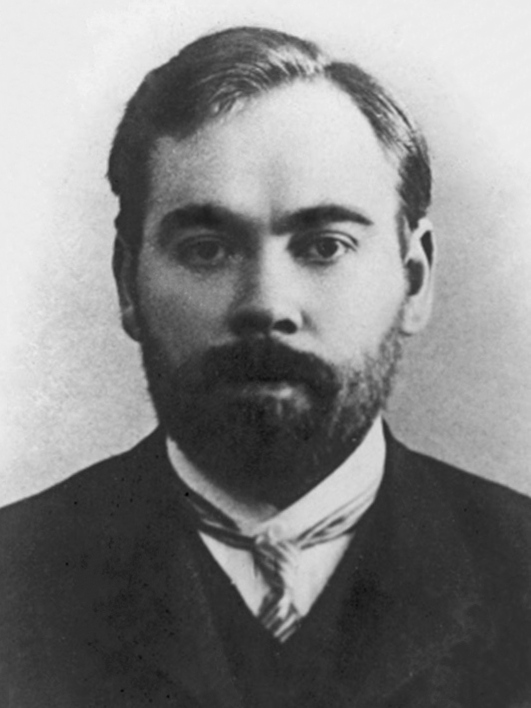
Alexander Bogdanov creó un instituto científico para investigar los efectos de las transfusiones de sangre en Moscú, 1925.

El primer servicio de donación de sangre del mundo fue creado en 1921 por el secretario de la Cruz Roja Británica, Percy Lane Oliver. Los voluntarios eran sometidos a una serie de pruebas físicas para determinar su grupo sanguíneo. El Servicio de Transfusión de Sangre de Londres era gratuito y se expandió rápidamente. En 1925 atendía a casi 500 pacientes y se incorporó a la estructura de la Cruz Roja Británica en 1926. Se establecieron sistemas similares en otras ciudades, como Sheffield, Mánchester y Norwich, y la labor del servicio empezó a atraer la atención internacional. Se crearon servicios similares en Francia, Alemania, Austria, Bélgica, Australia y Japón.
En la Unión Soviética, Vladimir Shamov y Sergei Yudin fueron pioneros en la transfusión de sangre cadavérica procedente de donantes fallecidos recientemente. Yudin realizó por primera vez con éxito una transfusión de este tipo el 23 de marzo de 1930, e informó de sus siete primeras transfusiones clínicas con sangre de cadáver en el IV Congreso de Cirujanos Ucranianos celebrado en Járkov en septiembre. También en 1930, Yudin organizó el primer banco de sangre del mundo en el Instituto Nikolái Sklifosovsky, que sirvió de ejemplo para la creación de otros bancos de sangre en distintas regiones de la Unión Soviética y en otros países. A mediados de la década de 1930, la Unión Soviética había creado un sistema de al menos 65 grandes centros de sangre y más de 500 subsidiarios, todos ellos almacenando sangre "enlatada" y enviándola a todos los rincones del país.

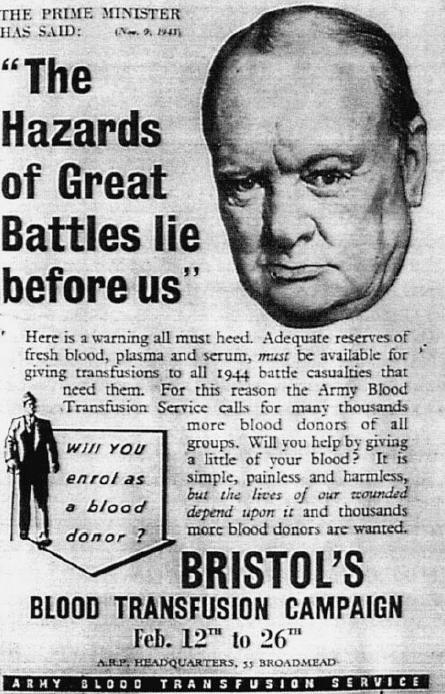
Cartel británico que anima a donar sangre para la guerra

Uno de los primeros bancos de sangre fue creado por Frederic Durán-Jordà durante la Guerra civil española en 1936. Durán se incorporó al Servicio de Transfusión del Hospital de Barcelona al inicio del conflicto, pero el hospital pronto se vio desbordado por la demanda de sangre y la escasez de donantes disponibles. Con el apoyo del Departamento de Sanidad del Ejército Republicano Español, Duran creó un banco de sangre para uso de los soldados y civiles heridos. Los 300-400 ml de sangre extraída se mezclaban con una solución de citrato al 10% en un matraz Erlenmeyer modificado de Duran. La sangre se almacenaba en un recipiente de vidrio estéril a presión a 2 °C. Durante 30 meses de trabajo, el Servicio de Transfusión de Barcelona registró casi 30.000 donantes y procesó 9.000 litros de sangre.
En 1937, Bernard Fantus, director de terapéutica del Cook County Hospital de Chicago, creó uno de los primeros bancos de sangre hospitalarios de Estados Unidos. Al crear un laboratorio hospitalario que conservaba, refrigeraba y almacenaba la sangre de los donantes, Fantus dio origen al término "banco de sangre". En pocos años se crearon bancos de sangre hospitalarios y comunitarios en todo Estados Unidos.
Frederic Durán-Jordà huyó a Gran Bretaña en 1938 y trabajó con Janet Vaughan en la Royal Postgraduate Medical School del Hospital Hammersmith para crear un sistema de bancos de sangre nacionales en Londres. Ante el inminente estallido de la guerra en 1938, la Oficina de Guerra creó el Depósito de Suministros de Sangre del Ejército (ABSD) en Bristol, dirigido por Lionel Whitby y con el control de cuatro grandes depósitos de sangre en todo el país. Durante la guerra, la política británica consistió en suministrar sangre al personal militar desde depósitos centralizados, a diferencia de lo que hacían los estadounidenses y los alemanes, que sangraban a las tropas en el frente para obtener la sangre necesaria. El método británico demostró tener más éxito a la hora de satisfacer adecuadamente todas las necesidades y se desangraron más de 700.000 donantes en el transcurso de la guerra. Este sistema evolucionó hasta convertirse en el Servicio Nacional de Transfusión de Sangre establecido en 1946, el primer servicio nacional que se puso en marcha.

### Avances médicos

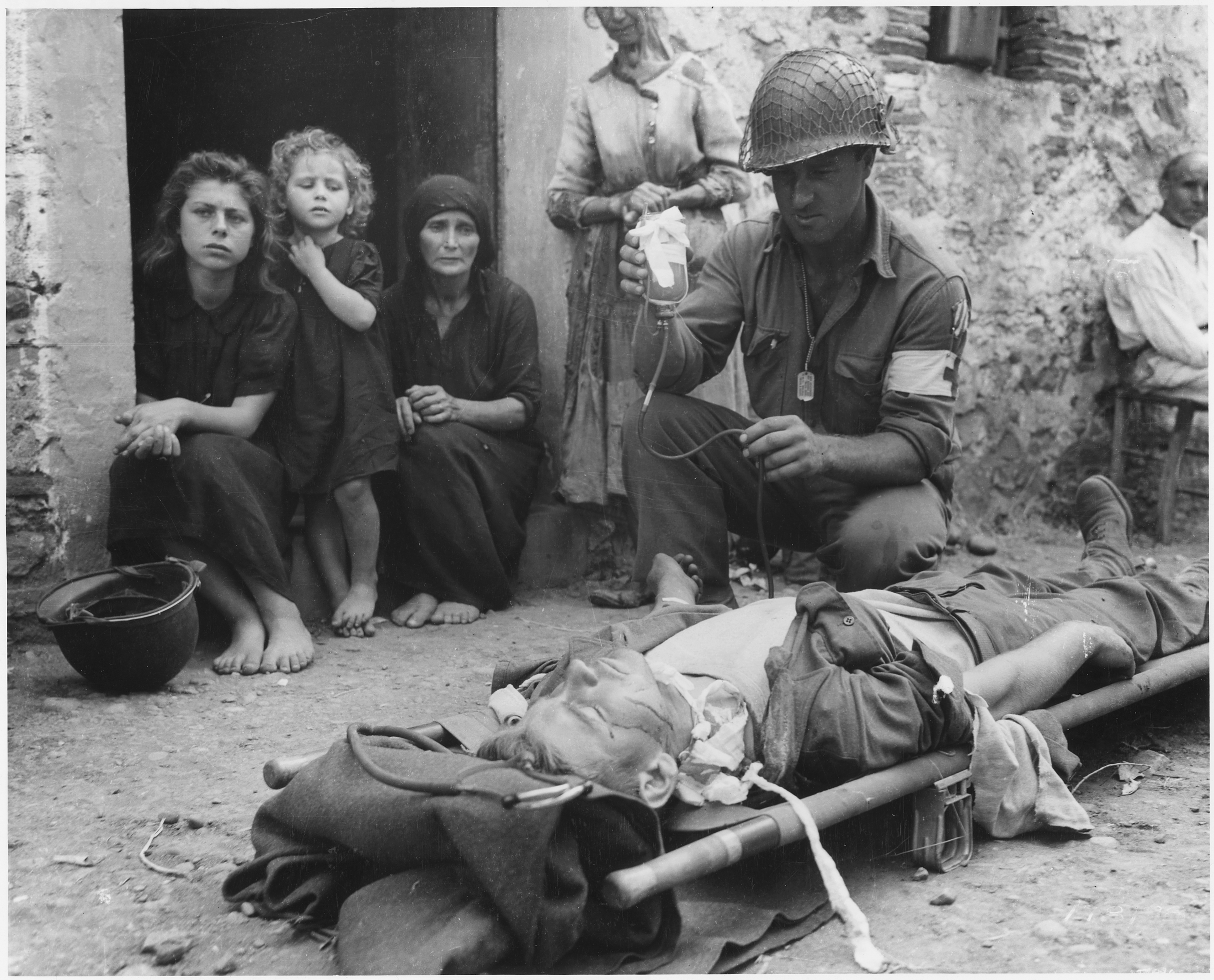
Soldado herido recibe plasma sanguíneo en Sicilia, 1943.

En 1940 se inició en EE. UU. un programa de extracción de sangre y Edwin Cohn fue pionero en el proceso de fraccionamiento de la sangre. Elaboró las técnicas para aislar la fracción de seroalbúmina del plasma sanguíneo, esencial para mantener la presión osmótica en los vasos sanguíneos, evitando su colapso.
El uso del plasma sanguíneo como sustituto de la sangre total y con fines transfusionales fue propuesto ya en 1918, en las columnas de correspondencia del British Medical Journal, por Gordon R. Ward. Al comienzo de la Segunda Guerra Mundial, se utilizó plasma líquido en Gran Bretaña. En agosto de 1940 se inició un gran proyecto, conocido como "Blood for Britain", para recoger sangre en los hospitales de Nueva York con el fin de exportar plasma a Gran Bretaña. Se desarrolló un envase de plasma seco que reducía las roturas y simplificaba el transporte, el envasado y el almacenamiento.

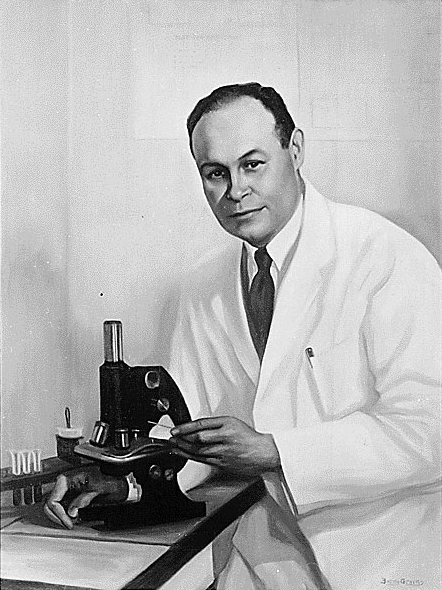
Charles R. Drew supervisó la producción de plasma sanguíneo para su envío a Gran Bretaña durante la Segunda Guerra Mundial.

El paquete de plasma desecado resultante venía en dos latas que contenían botellas de 400 cc. Una botella contenía suficiente agua destilada para reconstituir el plasma seco contenido en la otra botella. En unos tres minutos, el plasma estaría listo para su uso y podría mantenerse fresco durante unas cuatro horas. Charles R. Drew fue nombrado supervisor médico y logró transformar los métodos de probeta en la primera técnica de producción en serie con éxito.
Otro avance importante se produjo en 1939-40, cuando Karl Landsteiner, Alex Wiener, Philip Levine y R.E. Stetson descubrieron el sistema de grupos sanguíneos Rh, que hasta entonces era la causa de la mayoría de las reacciones a las transfusiones. Tres años más tarde, la introducción por J.F. Loutit y Patrick L. Mollison de la solución ácido-citrato-dextrosa (ACD), que reducía el volumen de anticoagulante, permitió transfusiones de mayores volúmenes de sangre y permitió un almacenamiento más prolongado.
Carl Walter y W.P. Murphy Jr. introdujeron la bolsa de plástico para la extracción de sangre en 1950. La sustitución de los frágiles frascos de vidrio por bolsas de plástico duraderas permitió la evolución de un sistema de extracción capaz de preparar de forma segura y sencilla múltiples componentes sanguíneos a partir de una sola unidad de sangre total.
En 1979 se introdujo un conservante anticoagulante, el CPDA-1, que prolongaba la vida útil de la sangre almacenada hasta 42 días, lo que aumentó el suministro de sangre y facilitó el reparto de recursos entre los bancos de sangre.

## Recogida y tratamiento

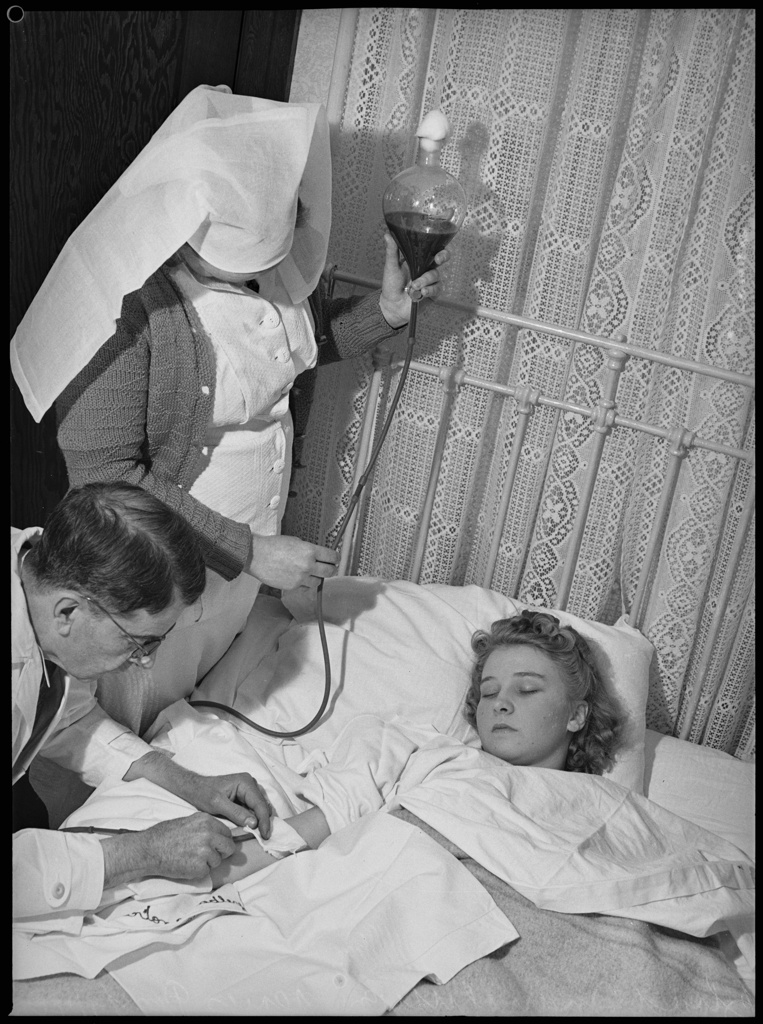
Mujer recibiendo una donación de sangre, Sídney, Australia, 1940

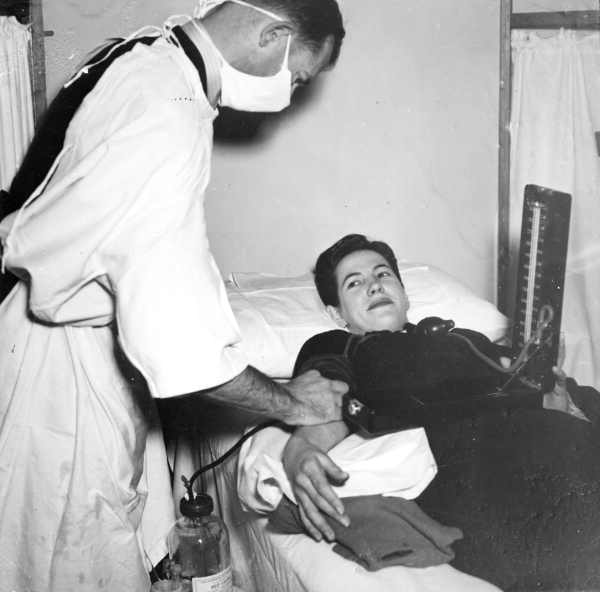
Donación de sangre en el Hospital Real de Melbourne durante la década de 1940

En EE. UU. se establecen ciertas normas para la extracción y el procesamiento de cada producto sanguíneo. "Sangre total" es el nombre apropiado para un producto definido, concretamente sangre venosa no separada a la que se ha añadido un conservante aprobado. La mayor parte de la sangre para transfusión se extrae como sangre total. Las donaciones autólogas a veces se transfunden sin ninguna modificación, pero la sangre total suele separarse (mediante centrifugación) en sus componentes, siendo los glóbulos rojos (GR) en solución el producto más utilizado. Las unidades de sangre total y glóbulos rojos se mantienen refrigeradas a una temperatura de 33,8 a 42,8 grados Fahrenheit (1 a 6 °C), con periodos de almacenamiento máximos permitidos (vida útil) de 35 y 42 días respectivamente. Las unidades de hematíes también pueden congelarse cuando se tamponan con glicerol, pero se trata de un proceso caro y que requiere mucho tiempo, por lo que rara vez se lleva a cabo. Los hematíes congelados tienen una fecha de caducidad de hasta diez años y se almacenan a -65 °C (-85 grados Fahrenheit).
El plasma sanguíneo menos denso se convierte en una variedad de componentes congelados, y se etiqueta de forma diferente en función de cuándo se congeló y cuál es el uso previsto del producto. Si el plasma se congela inmediatamente y se destina a la transfusión, suele etiquetarse como plasma fresco congelado. Si se destina a la fabricación de otros productos, suele etiquetarse como plasma recuperado o plasma para fraccionamiento. El crioprecipitado puede fabricarse a partir de otros componentes del plasma. Estos componentes deben almacenarse a 0 grados Fahrenheit (-17,8 °C) o más frío, pero normalmente se almacenan a -22 grados Fahrenheit (-30 °C). La capa entre los hematíes y el plasma se denomina capa leucocitaria y a veces se retira para fabricar plaquetas para transfusión.  Las plaquetas suelen agruparse antes de la transfusión y tienen una vida útil de 5 a 7 días, o de 3 días una vez que el centro que las recogió ha finalizado sus pruebas. Las plaquetas se almacenan a temperatura ambiente (22,2 °C) y deben agitarse. Dado que se almacenan a temperatura ambiente en soluciones nutritivas, corren un riesgo relativamente alto de proliferación de bacterias.

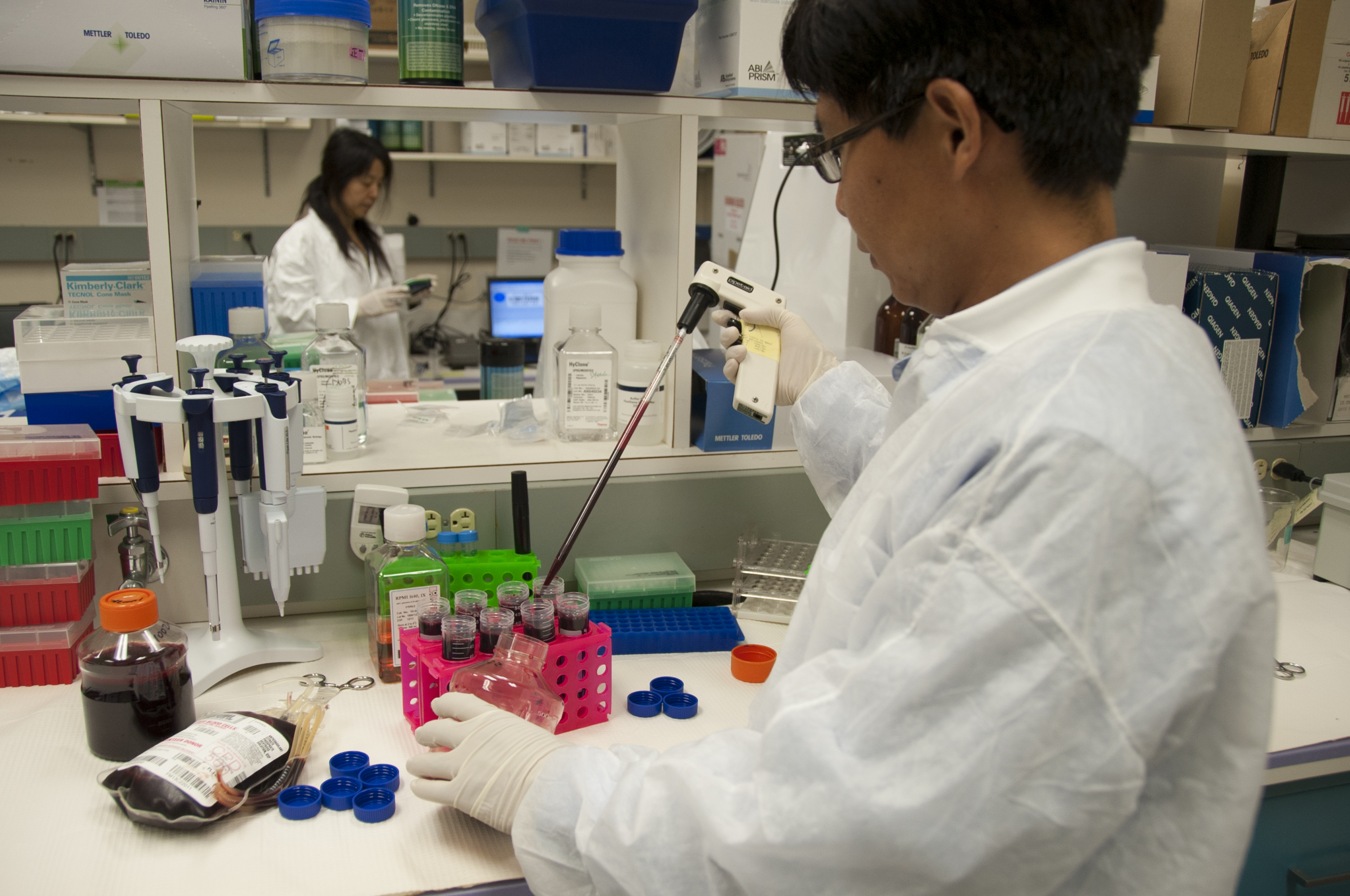
Un científico de la US Food and Drug Administration prepara muestras de donaciones de sangre para su análisis.

Algunos bancos de sangre también recogen productos mediante aféresis. El componente más común recogido es el plasma mediante plasmaféresis, pero también pueden recogerse glóbulos rojos y plaquetas por métodos similares. Estos productos suelen tener la misma vida útil y las mismas condiciones de almacenamiento que sus homólogos producidos de forma convencional.
A veces se paga a los donantes; en EE. UU. y Europa, la mayor parte de la sangre para transfusiones se extrae de voluntarios, mientras que el plasma para otros fines puede proceder de donantes remunerados.
La mayoría de los centros de recogida, así como los bancos de sangre de los hospitales, también realizan pruebas para determinar el grupo sanguíneo de los pacientes e identificar productos sanguíneos compatibles, junto con una batería de pruebas (por ejemplo, enfermedades) y tratamientos (por ejemplo, filtración de leucocitos) para garantizar o mejorar la calidad. El problema cada vez más reconocido de la eficacia inadecuada de las transfusiones también está elevando el perfil de la viabilidad y calidad de los GR. En particular, los hospitales estadounidenses gastan más en hacer frente a las consecuencias de las complicaciones relacionadas con las transfusiones que en los costes combinados de compra, análisis/tratamiento y transfusión de su sangre.

## Almacenamiento y gestión

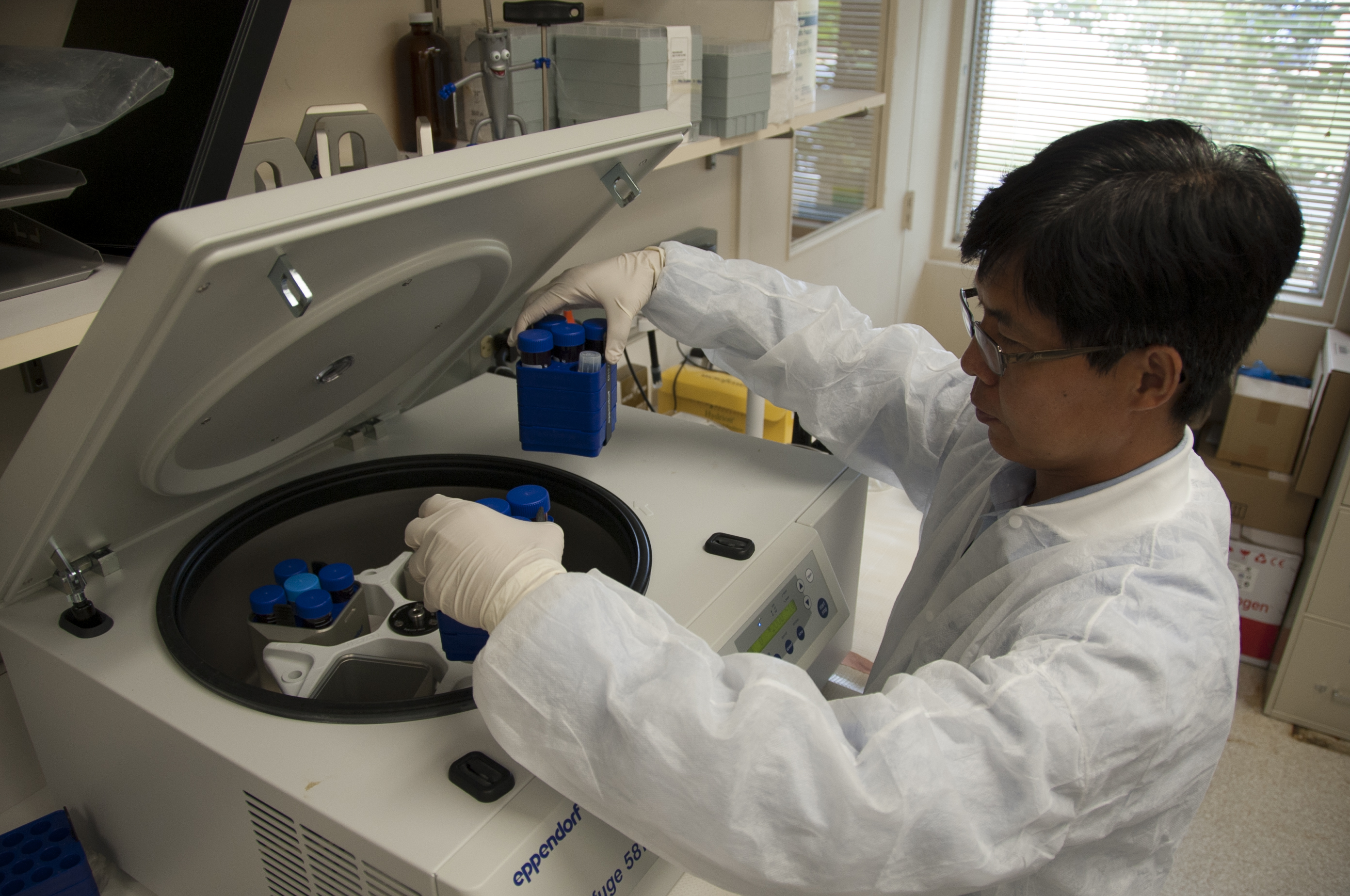
La sangre total suele separarse, mediante una centrifugadora, en componentes para su almacenamiento y transporte.

El almacenamiento rutinario de la sangre es de 42 días o 6 semanas para los concentrados de hematíes almacenados (también llamados "StRBC" o "pRBC"), con diferencia el producto sanguíneo transfundido con más frecuencia, e implica refrigeración pero normalmente no congelación. Ha habido una creciente controversia sobre si la edad de una unidad de un producto determinado es un factor en la eficacia de la transfusión, en concreto sobre si la sangre "más vieja" aumenta directa o indirectamente los riesgos de complicaciones. Los estudios no han sido coherentes a la hora de responder a esta pregunta, ya que algunos muestran que la sangre más antigua es, de hecho, menos eficaz, mientras que otros no muestran tal diferencia; no obstante, dado que el tiempo de almacenamiento sigue siendo la única forma disponible de estimar el estado de calidad o la pérdida, en la actualidad es habitual un enfoque de gestión de inventarios basado en el principio de "primero en entrar, primero en salir". También es importante tener en cuenta que existe una gran variabilidad en los resultados de almacenamiento de los distintos donantes, lo que, combinado con las limitadas pruebas de calidad disponibles, plantea retos a los médicos y a los reguladores que buscan indicadores fiables de la calidad de los productos sanguíneos y los sistemas de almacenamiento.
Las transfusiones de plaquetas son comparativamente mucho menos numerosas, pero presentan problemas únicos de almacenamiento/gestión. Las plaquetas sólo pueden almacenarse durante 7 días, debido en gran medida a su mayor potencial de contaminación, que a su vez se debe en gran medida a una mayor temperatura de almacenamiento.

### Lesión de almacenamiento de glóbulos rojos
Las unidades de hemoderivados dañadas por la denominada lesión por almacenamiento -un conjunto de cambios bioquímicos y biomecánicos que se producen durante el almacenamiento- pueden tener una eficacia transfusional insuficiente. En el caso de los hematíes, esto puede disminuir la viabilidad y la capacidad de oxigenación de los tejidos.  Aunque algunos de los cambios bioquímicos son reversibles tras la transfusión de sangre, los cambios biomecánicos no lo son tanto, y los productos de rejuvenecimiento aún no son capaces de revertir adecuadamente este fenómeno.
Existen medidas reguladoras para minimizar las lesiones causadas por el almacenamiento de los glóbulos rojos, como una vida útil máxima (actualmente 42 días), un umbral máximo de autohemólisis (actualmente 1% en EE. UU.) y un nivel mínimo de supervivencia in vivo de los glóbulos rojos tras la transfusión (actualmente 75% tras 24 horas). Sin embargo, todos estos criterios se aplican de una manera universal que no tiene en cuenta las diferencias entre las unidades de producto; por ejemplo, las pruebas de supervivencia in vivo de los glóbulos rojos después de la transfusión se realizan en una muestra de voluntarios sanos y, a continuación, se presume que todas las unidades de glóbulos rojos cumplen las normas de procesamiento universales (BPF). La supervivencia de los glóbulos rojos no garantiza la eficacia, pero es un prerrequisito necesario para la función celular y, por lo tanto, sirve como sustituto regulador. Las opiniones varían en cuanto a la mejor manera de determinar la eficacia de la transfusión en un paciente in vivo. En general, aún no existen pruebas in vitro para evaluar el deterioro o la conservación de la calidad de unidades específicas de hemoderivados antes de su transfusión, aunque se están explorando pruebas potencialmente relevantes basadas en las propiedades de la membrana de los hematíes, como la deformabilidad y la fragilidad eritrocitaria (mecánica).
Muchos médicos han adoptado el llamado "protocolo restrictivo", por el que las transfusiones se reducen al mínimo, debido en parte a las incertidumbres que rodean a la lesión por almacenamiento, además de los elevados costes directos e indirectos de las transfusiones, junto con la opinión cada vez más extendida de que muchas transfusiones son inadecuadas o utilizan demasiadas unidades de glóbulos rojos.

### Lesión por almacenamiento de plaquetas
La lesión por almacenamiento de plaquetas es un fenómeno muy diferente de la lesión por almacenamiento de glóbulos rojos, debido en gran parte a las diferentes funciones de los productos y a los fines de las respectivas transfusiones, junto con diferentes problemas de procesamiento y consideraciones de gestión de inventarios.

### Inventario alternativo y prácticas de liberación
Aunque, como se ha señalado, el principal enfoque de gestión de inventarios es el primero en entrar, primero en salir (FIFO) para minimizar la caducidad de los productos, existen algunas desviaciones de esta política, tanto en la práctica actual como en la investigación. Por ejemplo, la exanguinotransfusión de glóbulos rojos en neonatos exige el uso de productos sanguíneos de cinco días o menos para "garantizar" una función celular óptima.  Además, algunos bancos de sangre hospitalarios intentarán satisfacer las peticiones de los médicos de suministrar productos de hematíes de baja edad para determinados tipos de pacientes (por ejemplo, cirugía cardiaca).
Más recientemente, se están estudiando nuevos enfoques para complementar o sustituir al FIFO. Uno de ellos consiste en equilibrar el deseo de reducir la edad media del producto (en el momento de la transfusión) con la necesidad de mantener una disponibilidad suficiente de producto no caducado, lo que conduce a una combinación estratégica del FIFO con el último en entrar, primero en salir (LIFO).

### Almacenamiento a largo plazo
El almacenamiento "a largo plazo" de todos los productos sanguíneos es relativamente infrecuente, en comparación con el almacenamiento rutinario/a corto plazo. La crioconservación de glóbulos rojos se realiza para almacenar unidades poco comunes durante un máximo de diez años. Las células se incuban en una solución de glicerol que actúa como crioprotector ("anticongelante") dentro de las células. A continuación, las unidades se colocan en recipientes estériles especiales en un congelador a temperaturas muy bajas. La temperatura exacta depende de la concentración de glicerol.